# Requiescat in pace

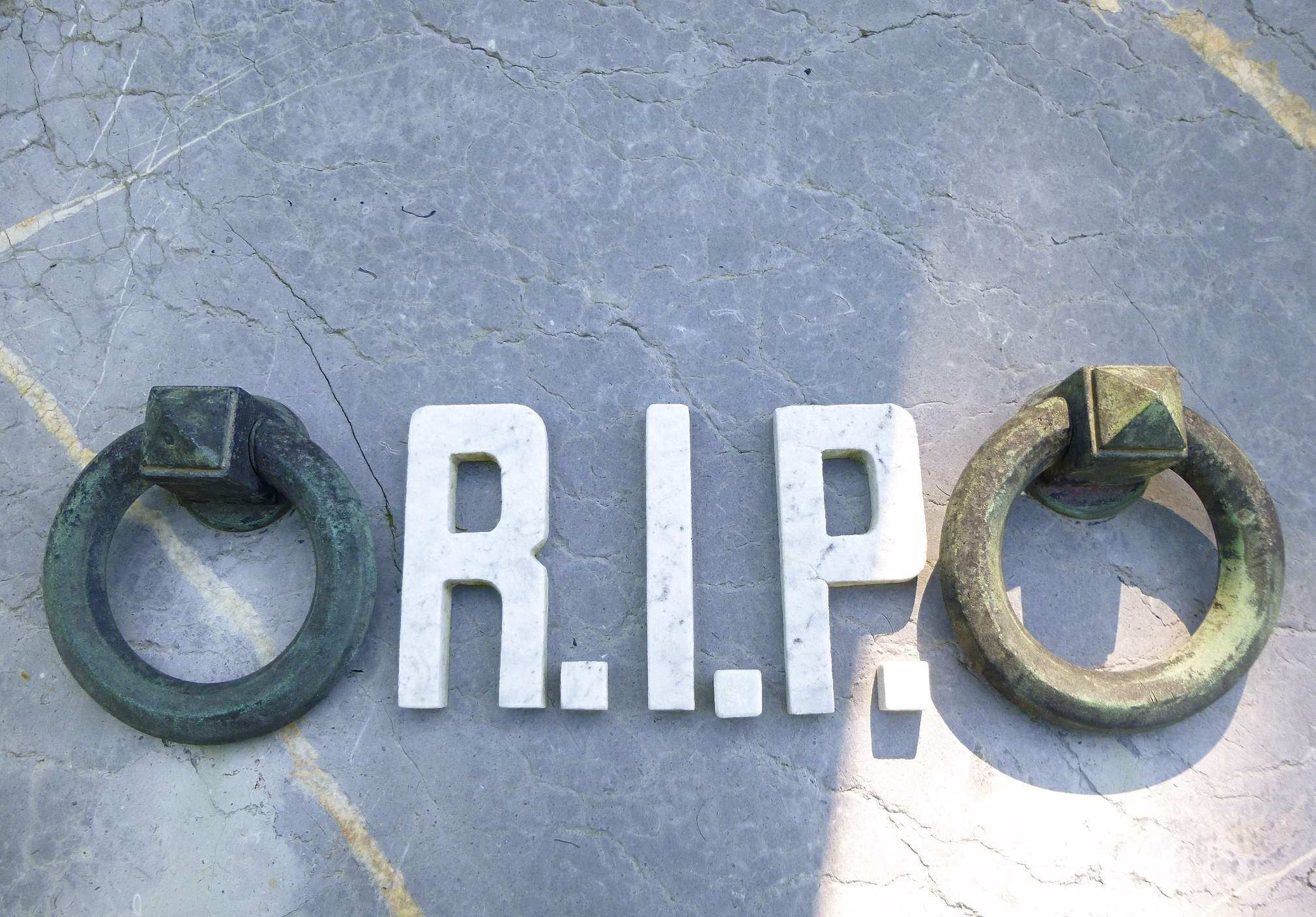
Acrónimo de requiescat in pace en el Cementerio Municipal de Polloe, en San Sebastián (España).

Requiescat in pace es un epitafio latino que, traducido al español, significa «descanse en paz». De él surge la abreviatura más empleada en el ámbito funerario: R. I. P.
Procede del final del responso que la Iglesia católica reza por los fieles difuntos:

Requiem aeternam dona ei (eis) Domine.
Et lux perpetua luceat ei (eis).
Requiescat (requiescant) in pace.
Dale(s), Señor, el descanso eterno.
Y brille sobre él (ellos) la luz perpetua.
Descanse(n) en paz.

## Uso en diferentes países

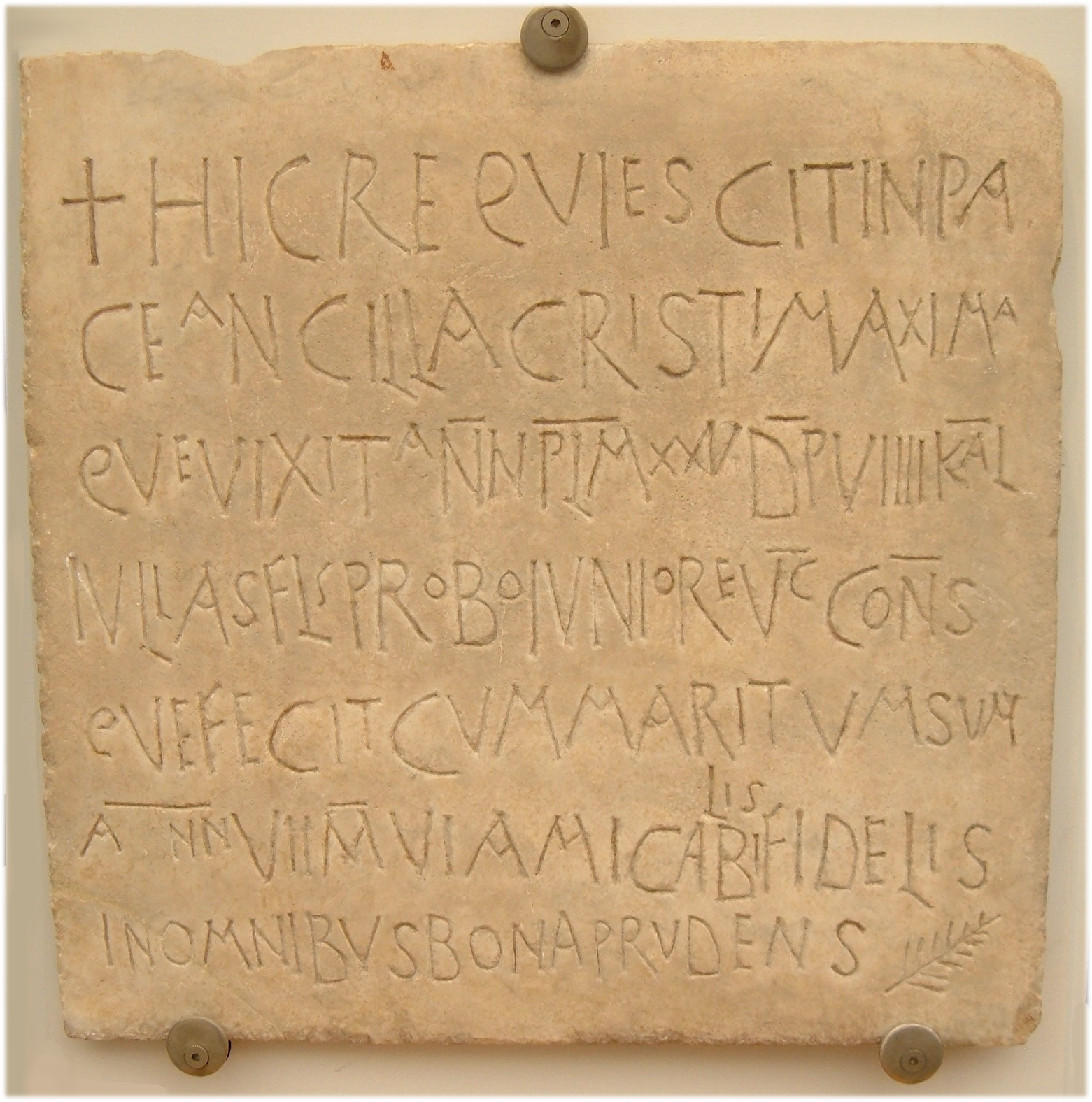
Lápida cristiana del año 525 en cuya primera línea se utiliza la fórmula Hic requiescit in pa/ce [..] («Aquí reposa en paz [...])».

En España, se sigue usando R. I. P. en los cementerios, al igual que en los países de idioma italiano e inglés, ya que coincide con sus traducciones (Riposa In Pace y rest in peace, respectivamente).
Fuera de los cementerios, según la Real Academia Española, Diccionario panhispánico de dudas (primera edición 2005), Apéndice II (Lista de abreviaturas), las fórmulas más usadas en todo tipo de escritos son (distinguiendo entre mayúsculas y minúsculas):
- D. E. P. (descanse en paz).
- D. E. P. A. (descanse en paz, amén).[2]
- e. p. d. (en paz descanse).
- q. e. p. d. (que en paz descanse).
- q. d. e. p. (que descanse en paz).

En México, Argentina, Colombia, Chile, Ecuador, Paraguay, Perú, Uruguay y Venezuela se utilizan mayormente los dos últimos.

## Variantes
- A. E. R. I. P. (Anima eius requiescat in pace;[3] su alma descanse en paz).
- A. E. R. I. P. A. (Anima eius requiescat in pace in aeternum;[4] su alma descanse en paz para siempre).
- R. I. P. A. (Requiescat in pace in aeternum;[5] descanse en paz para siempre).
- R. I. P. S. (Requiescat in pace semper; descanse en paz siempre). Clara referencia a la profecía acerca de Elías el Tesbita, que en los últimos días, o combate contra el Anticristo, muerto junto con Henoch/Enoc, descansará siempre en la paz del Señor. Libro del Eclesiástico, Cap. 44.